# Tổng tuyển cử Thái Lan 2023
Tổng tuyển cử được tổ chức tại Thái Lan vào ngày 14 tháng 5 năm 2023 để bầu ra 500 thành viên Hạ viện. Ủy ban Bầu cử đã hoàn thành việc kiểm phiếu và công bố kết quả vào ngày 15 tháng 5, với Đảng Tiến lên, do Pita Limjaroenrat lãnh đạo, giành được nhiều ghế nhất, tiếp theo là đảng đối lập Đảng Vì nước Thái. Tỷ lệ cử tri đi bầu đạt kỷ lục 75,22%, vượt qua mức cao trước đó là 75,03% từ năm 2011  Ủy ban bầu cử có 60 ngày để xác nhận kết quả.
Các cuộc bầu cử được tổ chức bằng hệ thống bỏ phiếu bằng 2 phiếu như trong hiến pháp năm 1997 và 2007, trái ngược với hệ thống phân bổ thành viên hỗn hợp được sử dụng vào năm 2019. Tuy nhiên, giống như năm 2019, thủ tướng được bầu không cần phải là thành viên của Hạ viện, và sẽ được lựa chọn bởi toàn thể Quốc hội, bao gồm 250 thành viên do quân đội bổ nhiệm của Thượng viện, với tổng số 376 ghế đa số. Do cấu trúc của Quốc hội Thái Lan, các chuyên gia đã cảnh báo về một kịch bản bế tắc có thể xảy ra, trong đó các đảng đối lập hiện tại giành được hơn một nửa số phiếu ở Hạ viện, nhưng sẽ bị cản trở ở Thượng viện. Ngoài ra, Ủy ban bầu cử đã nhận được những lời chỉ trích về tính không đáng tin cậy, thiếu chuyên nghiệp và thiên vị trong việc tiến hành quy trình bỏ phiếu.
Sáu mươi bảy đảng tranh giành ghế. Liên minh bảo thủ cầm quyền bao gồm các đảng lớn Palang Pracharath, Bhumjaithai và đảng Dân chủ, cùng các đảng nhỏ hơn bao gồm Đảng Dân tộc Thái Lan Thống nhất mới, đảng đã đề cử cựu lãnh đạo chính quyền và thủ tướng đương nhiệm Prayut Chan-o-cha sau khi ông này chia tay với Palang Pracharath. Phe đối lập ủng hộ dân chủ do các Đảng Vì nước Thái và đảng Tiến lên lãnh đạo, đảng sau này là người kế thừa hiệu quả của Đảng Tiến lên Tương lai đã giải thể đã hoạt động tốt ngoài mong đợi trong cuộc bầu cử năm 2019. Các chiến dịch chính trị tập trung vào nền kinh tế Thái Lan, đặc biệt là sự phục hồi của nước này sau đại dịch COVID-19. Một số đảng, đáng chú ý nhất là Move Forward, cũng nêu bật các vấn đề tiến bộ và thách thức các chuẩn mực xã hội lâu đời ở Thái Lan.

## Bối cảnh
Tiếp theo khủng hoảng chính trị ở Thái Lan, quân đội đã tổ chức đảo chính năm 2014, lật đổ chính phủ chăm sóc dân sự của Yingluck Shinawatra. Chính quyền quân sự, được gọi là Hội đồng Quốc gia vì Hòa bình và Trật tự, lên nắm quyền dưới sự lãnh đạo của cựu chỉ huy quân đội Prayut Chan-o-cha với tư cách là Thủ tướng. Vào năm 2016, Hội đồng này đã hoàn thành việc soạn thảo hiến pháp mới và tổ chức một cuộc trưng cầu dân ý để thông qua. Họ cấm chỉ trích dự thảo hiến pháp và cấm giám sát cuộc trưng cầu dân ý. Những người hoạt động chống lại tài liệu đã bị bắt, giam giữ và truy tố tại tòa án quân sự, trong khi những cử tri bày tỏ ý định bỏ phiếu chống lại dự thảo cũng bị chế độ quân sự bắt giữ và truy tố.
Vào năm 2019, sau nhiều lần trì hoãn, chính quyền quân sự cuối cùng đã tổ chức một cuộc tổng tuyển cử vào ngày 24 tháng 3. Cuộc bầu cử được coi là một cuộc đua thiên lệch, trong đó Prayut có lợi thế không công bằng, với Thượng viện hoàn toàn do chính quyền bổ nhiệm và các khu vực bầu cử được vẽ lại vào phút cuối. Sau cuộc bầu cử, chính quyền thân Đảng Palang Pracharath đã thành lập chính phủ liên minh, với việc Prayut được quốc hội chọn cho một nhiệm kỳ khác làm Thủ tướng mặc dù đảng của ông không giành được nhiều ghế nhất.
Prayut bắt đầu nhiệm kỳ Thủ tướng thứ hai vào ngày 9 tháng 6 năm 2019. Theo hiến pháp hiện hành, một Thủ tướng chỉ có thể phục vụ tối đa là 8 năm. Tuy nhiên, thời điểm kết thúc nhiệm kỳ thủ tướng Thái Lan của ông Prayut đang bị tranh cãi vì có nhiều cách giải thích về thời điểm bắt đầu nhiệm kỳ của ông.. Vào ngày 30 tháng 9 năm 2022, Tòa án Hiến pháp cuối cùng đã ra phán quyết rằng nhiệm kỳ của ông Prayut bắt đầu vào năm 2017 cùng với hiến pháp mới, nghĩa là ông có thể giữ chức vụ thủ tướng cho đến năm 2025, nếu ông được quốc hội lựa chọn lại.
Các cuộc biểu tình trên toàn quốc 2020–2021 bắt đầu là các cuộc biểu tình chống lại chức vụ thủ tướng của Prayuth nhưng sau đó được mở rộng để bao gồm nhiều vấn đề bị bỏ qua từ lâu trong xã hội Thái Lan và các yêu cầu chưa từng có để cải cách chế độ quân chủ. Hoàng gia Thái Lan được bảo vệ bởi một luật khi quân. Mặc dù các cuộc biểu tình phần lớn đã lắng xuống do bị đàn áp, đàn áp và hạn chế do COVID-19, nhưng người ta dự đoán rằng hoạt động tích cực có thể trỗi dậy trong cuộc bầu cử này và sau đó.
Cuối năm 2022 chứng kiến sự chia rẽ trong Đảng Palang Pracharath cầm quyền giữa Prayut và cộng sự thân cận của ông Prawit Wongsuwan, sau khi người này thể hiện sự đồng thuận với phe đối lập chính Đảng Vì nước Thái. Prayut dự kiến sẽ tham gia Đảng Dân tộc Thái Lan thống nhất mới cùng với những người trung thành với ông trong Đảng Palang Pracharath. Bốn mươi chính trị gia, bao gồm 34 nghị sĩ đương nhiệm từ cả phe liên minh và phe đối lập, cũng đã từ chức khỏi đảng của họ để tham gia đảng Bhumjaithai để tăng cơ hội chiến thắng trong cuộc bầu cử này. Vào ngày 23 tháng 12 năm 2022, Prayut thông báo ý định đăng ký làm thành viên của đảng Dân tộc Thái Lan Thống nhất, cũng như trở thành ứng cử viên thủ tướng duy nhất của đảng này.
Tin đồn về một cuộc đảo chính có thể xảy ra đã lan truyền từ rất lâu trước cuộc bầu cử. Vào tháng 9 năm 2022, một bộ trưởng nội các, Chaiwut Thanakamanusorn, đã cảnh báo rằng việc phản đối có thể dẫn đến việc hủy bỏ cuộc bầu cử.